# Élections au Parlement basque de 1998
Les élections au Parlement basque de 1998 (en basque : 1998ko Eusko Legebiltzarrerako hauteskundeak, en espagnol : Elecciones al Parlamento Vasco de 1998) se tiennent le dimanche 25 octobre 1998 afin d'élire les 75 députés de la VIe législature du Parlement basque pour un mandat de quatre ans.

## Mode de scrutin
Le Parlement basque (Eusko Legebiltzarra, Parlamento Vasco) est l'assemblée législative monocamérale de la communauté autonome du Pays basque.

### Nombre de députés
L'article 26 du statut d'autonomie de 1979 dit « de Guernica » dispose que le Parlement sera composé d'un nombre égal de députés représentant les territoires historiques — l'Alava, le Guipuscoa et la Biscaye — et élu pour une période de quatre ans. En vertu de l'article 10 de la loi 5/1990 relative aux élections au Parlement basque, le nombre de députés par circonscription est fixé à 25, ce qui établit la composition de l'hémicycle parlementaire à 75 parlementaires.

### Convocation et candidatures
Conformément à l'article 46 de la loi électorale 5/1990, les élections sont convoquées par le président du gouvernement basque au moyen d'un décret qui doit être pris le 25e jour précédant l'expiration de la législature — quatre ans après le précédent scrutin, jour pour jour — et publié le lendemain au Journal officiel (Boletín Oficial del País Vasco, BOPV). Les élections doivent se tenir 54 jours après cette publication.
Peuvent présenter des candidatures : 
- les partis, associations et fédérations politiques inscrits au registre des associations politiques du ministère de l'Intérieur ;
- les coalitions électorales formées par les entités précitées ;
- les groupes d'électeurs, à la condition d'avoir réuni les parrainages d'au moins 1 % des électeurs de la circonscription électorale concernée[5].

Tous les candidats doivent être résidents enregistrés au Pays basque, ou prouver que leur dernière domiciliation administrative se trouvait sur le territoire basque s'ils sont expatriés,.

### Répartition des sièges
Le Parlement est élu au scrutin proportionnel d'Hondt. La répartition des sièges est opérée de la manière suivante : 
- les listes sont classées par ordre décroissant selon le nombre de votes obtenus ;
- le nombre de votes de chaque liste est divisé par 1, puis 2, puis 3... jusqu'au nombre total de sièges à pourvoir ;
- les sièges sont attribués aux quotients les plus élevés, toutes listes confondues, par ordre décroissant jusqu'au dernier siège à pourvoir

Seules les listes ayant remporté au moins 5 % des suffrages valables dans la circonscription concernée, ce qui inclut les votes blancs, participent à cette répartition.

## Campagne

### Forces politiques
| Force politique | Force politique                                                                                              | Force politique | Chef de file         | Idéologie                                                               | Résultats en 1994           |
| --------------- | --- | --------------- | -------------------- | ----------------------------------------------------------------------- | --------------------------- |
|                 | Parti nationaliste basque (eu) Euzko Alderdi Jeltzalea (es) Partido Nacionalista Vasco                       | EAJ-PNV         | Juan José Ibarretxe  | Centre droit Nationalisme, démocratie chrétienne, libéral-conservatisme | 29,84 % des voix 22 députés |
|                 | Parti socialiste du Pays basque-Gauche basque-PSOE (es) Partido Socialista de Euskadi-Euskadiko Ezkerra-PSOE | PSE-EE-PSOE     | Nicolás Redondo (es) | Centre gauche Social-démocratie, progressisme                           | 17,13 % des voix 12 députés |
|                 | Citoyens basques (eu) Euskal Herritarok                                                                      | EH              | Arnaldo Otegi        | Gauche Nationalisme, patriotisme, socialisme                            | 16,29 % des voix 11 députés |
|                 | Parti populaire (es) Partido Popular                                                                         | PP              | Carlos Iturgaiz      | Centre droit à droite Libéral-conservatisme, démocratie chrétienne      | 14,41 % des voix 11 députés |
|                 | Solidarité basque (eu) Eusko Alkartasuna                                                                     | EA              | Carlos Garaikoetxea  | Centre gauche Nationalisme, social-démocratie, écologie                 | 10,31 % des voix 8 députés  |
|                 | Gauche unie-Les Verts (eu) Ezker Batua-Berdeak                                                               | EB-B            | Javier Madrazo (es)  | Gauche Socialisme démocratique, républicanisme, écologie                | 8,23 % des voix 6 députés   |
|                 | Unité d'Alava (es)                                                                                           | UA              | Pablo Mosquera       | Centre droit Réformisme, régionalisme, populisme                        | 2,73 % des voix 5 députés   |

## Résultats

### Total régional
| Représentation en hémicycle sur un axe gauche-droite du résultat. |                                                                  |           |       |      |        |               |
| Partis                                                            | Partis                                                           | Voix      | %     | +/-  | Sièges | +/-           |
|                                                                   | Parti nationaliste basque (EAJ-PNV)                              | 350 322   | 28,01 | 1,83 | 21     | 1             |
|                                                                   | Parti populaire (PP)                                             | 251 743   | 20,13 | 5,72 | 16     | 5             |
|                                                                   | Citoyens basques (EH)                                            | 224 001   | 17,91 | 1,62 | 14     | 3             |
|                                                                   | Parti socialiste du Pays basque-Gauche basque-PSOE (PSE-EE-PSOE) | 220 052   | 17,60 | 0,47 | 14     | 2             |
|                                                                   | Solidarité basque (EA)                                           | 108 635   | 8,69  | 1,62 | 6      | 2             |
|                                                                   | Gauche unie-Les Verts (EB-B)                                     | 71 064    | 5,68  | 3,47 | 2      | 4             |
|                                                                   | Unité d'Alava (UA)                                               | 15 738    | 1,26  | 1,47 | 2      | 3             |
|                                                                   | Parti de la loi naturelle (PLN-LNA)                              | 4 858     | 0,39  | Nv.  | 0      | en stagnation |
|                                                                   | Autres partis                                                    | 4 152     | 0,33  | –    | 0      | en stagnation |
|                                                                   |                                                                  |           |       |      |        |               |
| Votes exprimés                                                    | Votes exprimés                                                   | 1 250 565 | 98,09 |      |        |               |
| Votes blancs                                                      | Votes blancs                                                     | 17 641    | 1,38  |      |        |               |
| Votes valides                                                     | Votes valides                                                    | 1 268 206 | –     |      |        |               |
| Votes nuls                                                        | Votes nuls                                                       | 6 802     | 0,53  |      |        |               |
| Total                                                             | Total                                                            | 1 275 008 | 100   | –    | 75     | en stagnation |
| Abstentions                                                       | Abstentions                                                      | 546 600   | 30,01 |      |        |               |
| Inscrits / Participation                                          | Inscrits / Participation                                         | 1 821 608 | 69,99 |      |        |               |

### Par circonscription
|             |             |         |         |        |               |         |         |        |               |         |         |        |               |  |  |  |  |
| Sièges      | Sièges      | 25      | 25      | 25     | en stagnation | 25      | 25      | 25     | en stagnation | 25      | 25      | 25     | en stagnation |  |  |  |  |
|             |             |         |         |        |               |         |         |        |               |         |         |        |               |  |  |  |  |
|             |             | Nombre  | Nombre  | %      | %             | Nombre  | Nombre  | %      | %             | Nombre  | Nombre  | %      | %             |  |  |  |  |
| Inscrits    | Inscrits    | 244 184 | 244 184 | 100    | 100           | 991 238 | 991 238 | 100    | 100           | 586 186 | 586 186 | 100    | 100           |  |  |  |  |
| Abstentions | Abstentions | 72 604  | 72 604  | 29,73  | 29,73         | 298 457 | 298 457 | 30,11  | 30,11         | 175 539 | 175 539 | 29,95  | 29,95         |  |  |  |  |
| Votants     | Votants     | 171 580 | 171 580 | 70,27  | 70,27         | 692 781 | 692 781 | 69,89  | 69,89         | 410 647 | 410 647 | 70,05  | 70,05         |  |  |  |  |
| Nuls        | Nuls        | 1 005   | 1 005   | 0,59   | 0,59          | 3 927   | 3 927   | 0,57   | 0,57          | 1 870   | 1 870   | 0,46   | 0,46          |  |  |  |  |
| Blancs      | Blancs      | 2 315   | 2 315   | 1,35   | 1,35          | 9 556   | 9 556   | 1,38   | 1,38          | 5 770   | 5 770   | 1,41   | 1,41          |  |  |  |  |
| Exprimés    | Exprimés    | 168 260 | 168 260 | 98,06  | 98,06         | 679 298 | 679 298 | 98,05  | 98,05         | 403 007 | 403 007 | 98,13  | 98,13         |  |  |  |  |
|             |             |         |         |        |               |         |         |        |               |         |         |        |               |  |  |  |  |
| Partis      | Partis      | Voix    | %       | Sièges | +/−           | Voix    | %       | Sièges | +/−           | Voix    | %       | Sièges | +/−           |  |  |  |  |
|             | EAJ-PNV     | 36 923  | 21,94   | 6      | en stagnation | 224 542 | 33,06   | 9      | 1             | 88 857  | 22,05   | 6      | en stagnation |  |  |  |  |
|             | PP          | 45 470  | 27,02   | 7      | 3             | 139 161 | 20,49   | 5      | 1             | 67 112  | 16,65   | 4      | 1             |  |  |  |  |
|             | EH          | 20 567  | 12,22   | 3      | 1             | 100 377 | 14,78   | 4      | 1             | 103 057 | 25,57   | 7      | 1             |  |  |  |  |
|             | PSE-EE-PSOE | 28 670  | 17,04   | 5      | 1             | 125 834 | 18,52   | 5      | 1             | 65 548  | 16,26   | 4      | en stagnation |  |  |  |  |
|             | EA          | 10 718  | 6,37    | 1      | 1             | 41 096  | 6,05    | 1      | 1             | 56 821  | 14,10   | 4      | en stagnation |  |  |  |  |
|             | EB-B        | 9 606   | 5,71    | 1      | 1             | 42 714  | 6,29    | 1      | 1             | 18 744  | 4,65    | 0      | 2             |  |  |  |  |
|             | UA (es)     | 14 305  | 8,50    | 2      | 3             | 913     | 0,13    | 0      | en stagnation | 520     | 0,13    | 0      | en stagnation |  |  |  |  |
|             | Autres      | 2 001   | 1,18    |        |               | 4 661   | 0,69    |        |               | 2 348   | 0,58    |        |               |  |  |  |  |